# Tillandsia 'Really Red'
Tillandsia 'Really Red' es un  cultivar híbrido del género Tillandsia perteneciente a la familia  Bromeliaceae.
Es un híbrido creado con las especies Tillandsia stricta × Tillandsia recurvifolia.